# Svami Dajananda
Swami Dayananda Saraswati (hindi: स्वामी दयानन्द सरस्वती; indijski hindujski filozof, socialni voditelj in ustanovitelj hinduističnega reformnega gibanja Arja Samadž (Arya Samaj), * 12. februar 1824, Tankara, Gudžarat, Indija, † 30. oktober 1883, Ajmer, Radžastan, Indija
Bil je med prvimi za neodvisnost Indije od britanske nadoblasti (gibanje Svaradž, Samouprava), kar je kasneje vodilo v gibanje za politično neodvisnost (Indija za Indijce) pod vodstvom prvega voditelja Indijskega gibanja za neodvisnost Bal Gangadhar Tilak. Nasprotoval je tradicionalnemu bhakti obrednemu čaščenju, ki je imel za malikovanje in je takrat prevladovalo med hindujci v britanski Indiji. Prizadeval si je za intelektualno oživitev vedske tradicije. Filozof in predsednik Indije Sarvepali Radhakrišnan ga je označil za enega od "ustvarjalcev sodobne Indije". Že od otroštva ga je privlačil sanjasa asketizem, kar se kaže v zanemarjanju materialnih vidikov življenja in poudarjanju duhovne rasti. Kot hindujec je verjel v nezmotljivo avtoriteto Ved, lkar pomeni, da je tudi sprejemal nauka o karmi in reinkarnaciji. Držal se je celibata in bhakti čaščenja, ki ga je prilagodil modernemu času. Med prispevke Dajanande sodijo tudi promocija enakih pravic žensk, kot je pravica do izobraževanja in branja indijskih spisov, in številni komentarji vedskih spisov v sanskrtu ali hindujščini.

## Zgodnje življenje
Svami Dajananda (Dayananda Saraswati) se je rodil 24. februarja 1824 v hindujski družini v mestu Tankara regije Kathiawad (zdaj okrožje Morbi v državi Gudžarat). Star osem et se je začel izobraževati v hinduistični šoli pod vodstvom lokalnega guruja. Njegov oče Karshanji Lalji Kapadi je bil privrženec bhakti čaščenja boga Šive in ga je uvajal v šivaizem. Naučil se je tudi pomena ohranjanja posta. Dajananda je ob prazniku Maha Šivaratri cele noči sedel buden v poslušnosti Šivi. Na enem od teh posta je videl miško, ki je jedla daritve in tekla po idolovem telesu. Potem ko je to videl, je podvomil, da če se Šiva ne more braniti pred miško, kako je potem lahko rešitelj celega sveta.
Smrti njegove mlajše sestre in strica zaradi kolere so povzročile, da Dajananda razmišljal o smislu življenja in smrti. Začel je postavljati vprašanja, zaradi katerih je skrbelo njegove starše. Zaročen je bil že v najstniških letih, vendar se je odločil, da zakonska zveza ni zanj in je leta 1846 pobegnil od doma.
Dajananda Sarasvati je preživel skoraj petindvajset let, od 1845 do 1869, kot potujoči sanjasin asket, ki je iskal versko resnico. Odpovedal se je materialnim dobrinam in živel življenje samozanikanja, se posvetil duhovnim prizadevanjem po gozdovih, zatočišču v himalajskih gorah in romarskih krajih na severu Indije. V teh letih je vadil različne oblike joge in postal učenec veroučnega učitelja Viradžananda Dandeeša, ki je kot reformist verjel, da se je hinduizem oddaljil od svojih zgodovinskih korenin in da so mnoge njegove prakse postale nečiste in zastarele. Dajananda Sarasvati je Viradžanandu obljubil, da bo svoje življenje posvetil obnovi pomembnega mesta Ved v hindujski veri.

## Dajanandovo poslanstvo
Verjel je, da je hinduizem bil pokvarjen z razhajanjem od ustanovnih načel Ved in da je hindujce zavedlo duhovništvo zaradi povečane moči duhovnikov. Zato je ustanovil Arja Samadž (Plemenita družba), ki je deset univerzalnih načel označil kot univerzalni vodič za hindujce. Še vedno je zagovarjal večnost in nezmotljivost Ved, ne pa tudi kasnejših knjig (Ramajane, Mahabharate, Puran, Upanišad, Agame in komentarjev k Vedam). Gibanje zagovarja enakost vseh ljudi ne glede na vero, narodnost, spol,itd.
Dajanandov reformizem ne zagovarja ne zagovarja čaščenja kakšnega posebnega in osebnega hindujskega boga, npr. Krišne, Šive, šakti kultov, ipd., pač pa čaščenje enega Boga, ki ga je opredelila vedantska tradicija. Konceptom ne-dvojnosti Boga (hindujska negativna dialektika) se izogiba in raje poudarja novo predanost (bhakti) temu hindujskemu Bogu. Potoval je po državi in izzival verske učenjake in duhovnike na razpravah, saj je večkrat zmagal na podlagi svojih argumentov in znanja sanskrta in poznavanja Ved. Hindujski duhovniki so laike odvračali od branja vedskih spisov in spodbujali obrede, kot sta kopanje v reki Ganges in hranjenje duhovnikov ob obletnicah, kar je Dajananda imel za vraževerje in izkoriščanje nevednih. S tem, ko je narod pozval, naj zavrača tako vraževerne predstave, je bil njegov namen učiti narod, da se vrne k naukom Ved in sledi vedskemu načinu življenja. Hindujski narod je tudi pozval, naj sprejme socialne reforme, vključno s pomembnostjo krav za nacionalno blaginjo, pa tudi sprejetjem hindujščine kot nacionalnega jezika za nacionalno integracijo. Navdihnil je hindujski narod s svojim vsakdanjim življenjem in prakso joge, z učenjem, s pridigami in spisi, da si prizadeva za politično neodvisnost, nacionalizem in spiritualizem. Zavzemal se je za enake pravice in spoštovanje žensk ter se zavzemal za izobraževanje vseh otrok, ne glede na spol in kasto.
Dajananda je opravil tudi logične, znanstvene in kritične analize ver, vključno s krščanstvom in islamom, pa tudi drugih indijskih nehindujskih (nastika) ver, kot so džainizem, budizem in sikhizem. Poleg odvračanja od malikovanja v hinduizmu, je bil tudi proti tistemu, za kar je menil, da je pokvarjenost resnične in čiste vere v lastni državi. Za razliko od številnih drugih reformnih gibanj njegovega časa v hinduizmu je Arja Samadž bil namenjen celotnemu svetu, kar je razvidno iz šestega načela Arja Samadža (socialna blaginja za celotno človeštvo). Kot rezultat tega so njegovi nauki izpovedovali univerzalizem za vsa ljudi in ne le za določeno versko ločino, vero, skupnost ali narod. Arja Samadž je dovoljevala in spodbujala spreobrnitve v sicer kastno zaprti hinduizem.
Dajanandovo vedsko sporočilo je poudarilo spoštovanje do drugih človeških bitij, kar je podprto z vedsko predstavo o božji naravi posameznika. V desetih načelih Arja Samadža je zapisal idejo, da "bi bilo treba vsa dejanja izvajati z glavnim ciljem koristi človeštva ", v nasprotju s sledenjem dogmatičnim obredom ali čaščenjem idolov in simbolov. Prvih pet načel govori o resnici, zadnjih pet pa govori o družbi s plemenitostjo, državljanstvom, sobivanjem in discipliniranim življenjem. V svojem življenju je mokšo razlagal kot nižji klic, saj se je zavzemala za koristi za posameznika, namesto da bi pozivala k emancipaciji drugih.
Dajanandovo sporočilo "nazaj k Vedam" je vplivalo na številne mislece in filozofe po vsem svetu.

## Dejavnosti
Svami Dayananda Saraswvti ima zabeleženo aktivnost od svojega 14. leta, ko je takrat lahko recitiral verske verze in poučeval o njih. Takrat je bil spoštovan, ker je sodeloval v verskih razpravah. Njegovih razprav se je udeležila razmeroma velika množica.
Ena najpomembnejših razprav je potekala 22. oktobra 1869 v Varanasiju, kjer je zmagal v razpravi proti 27 učenjakom in približno 12 bramanom. Razprave se je udeležilo več kot 50.000 ljudi. Glavna tema je bila "Ali Vede podpirajo čaščenje bogov?"

## Arja Samadž
Arya Samaj (»Plemenita družba«) je monoteistično indijsko hindujsko reformno gibanje, ki spodbuja vrednote in prakse, ki temeljijo na prepričanju v nezmotljivo avtoriteto Ved. Dajananda jih je ustvaril 10. aprila 1875 v Bombaju. Arja Samadž obsojajo prakse več različnih religij in skupnosti, vključno s takimi praksami, kot so čaščenje idolov, žrtvovanje živali, romanja, obrt duhovnikov, darovanja v templjih, kaste, otroške poroke, prehranjevanje z mesom in diskriminacija žensk. Trdi, da so vse te prakse v nasprotju z dobrim razumom in modrostjo Ved. Arja Samadž odvrača proti dogmi in simbolizmu in spodbuja skepticizem v prepričanjih, ki delujejo v nasprotju z zdravo pametjo in logiko.

## Pogledi na vraževerja
Ostro je kritiziral prakse, za katere je menil, da so vraževerja, vključno s čarovništvom in astrologijo, ki so v Indiji takrat prevladovale. Jasno loči med Jyotisha Shaastra in astrologijo, astrologijo pa imenuje prevara.

## Pogledi na druge religije

### Islam
O islamu je menil, da bije vojne in da je nemoralen. Dvomil je o tem, da ima islam karkoli skupnega z Bogom in se spraševal, zakaj Bog sovraži vsakega nevernika, zakaj dovoli zakol živali in zakaj je ukazal Mohamedu, da pobija nedolžne ljudi.
Nadalje, Mohameda je opisal kot vsiljivca, ki je v imenu Boga postavljal pasti moškim in ženskam, da bi zadovoljil svoje sebične potrebe. Po njegovem mnenju Koran ni bil Božja beseda, temveč človeško delo, zato vanj ne moremo verjeti.

### Krščanstvo
Njegova analiza Svetega pisma je temeljila na primerjavi z znanstvenimi dokazi, moralo in drugimi lastnostmi. Prav tako kaže, da Sveto pismo vsebuje veliko zgodb in naukov, ki so nemoralni, hvalijo surovost, prevaro in spodbujajo greh. Opazimo lahko veliko razhajanj in napak v vsebini Svetega pisma, npr. da se Bog boji Adama, ker mu pri uživanju sadov življenja postaja enak in je zato nanj ljubosumen. Njegova kritika kaže logične napake v Svetem pismu in ves čas zatrjuje, da dogodki, predstavljeni v Svetem pismu, prikazujejo Boga kot človeka, ne pa vsemogočnega ali kot popolno bitje.
Nasprotoval je dogmi o Marijini brezmadežnosti in dodal, da so takšni nauki preprosto v nasprotju z zakoni narave in da Bog svojega zakona nikoli ne bo kršil, ker je vseveden in nezmotljiv.

### Sikhizem
Menil je, da je imel Guru Nanak plemenite cilje, vendar ni bil dosti razgledan, saj ni bil poučen niti v Vedah ali niti ni znal sanskrta. Drugače se, po besedah Dajanande, Guru Nanak ne bi zmotil pri uporabi besed, kot je napačna uporaba besede "nirbho" namesto besede "nirbhaya". Vendar, Guru Nanaku izreče pohvalo, ker reši ljudi v Pandžabu pred uničevalnimi muslimani. Sikhski učenjak je napisal odgovor, na katerega je Dajananda odgovoril, da se je njegovo mnenje po obisku Pandžaba spremenilo in da bodo pripombe glede sikhizma odstranjene v naslednji izdaji njegovega dela. Vendar te pripombe po atentatu na Dajananda niso bile nikoli odstranjene, poznejše izdaje Satyartha Prakaša pa so bile še bolj kritične do sikhizma.
Nadalje je izpostavil, da je treba privržence sikhizma kriviti za to, da so sestavljali zgodbe, da je Guru Nanak imel čudežne moči in je spoznal bogove. Naslednike Nanaka je kritiziral, da je ustvaril izmišljene zgodbe..

### Džainizem
Džainizem je ocenil kot najbolj grozno religijo, ko je zapisal, da so bili džainisti nestrpni in sovražni do nedžainistov.

### Budizem
Budizem je opisal kot smešen in ateističen. Opisuje ga kot vrsto odrešitvenega budizma, ki je dosegljiv celo za pse in osle. Nadalje je kritiziral kozmogonijo budizma in izjavil, da Zemlja ni bila ustvarjena.

## Atentat
Na Dajanando je bilo več poskusov atentatov, zadnji je uspel. Leta 1883 je maharadža iz Džodhpurja, Džasvant Singh II. povabil Svamija Dajanando, da preživi nekaj časa v njegovi palači. Maharadža je želel postati učenec Dajanande in se naučiti njegovih naukov. Med bivanjem je Dajananda odšel v sobo za počitek in ga zagledal s plesalko. Dajananda je prosil maharadžo, naj pusti dekle in opusti vsa neetična dejanja ter sledi dharmi kot pravi Arijec (Plemeniti). Predlog Dajanande je plesalko užalil, zato se je odločila maščevati.
29. septembra 1883 je podkupila maharadžinega kuharja, da je v njegovo mleko pomešal majhne koščke stekla. Dajanandi so pred spanjem postregli s steklenim mlekom, ki ga je takoj spil, nekaj dni je bil v postelji in trpel močne bolečine. Maharadža je zanj hitro uredil zdravniške storitve, vendar se je ob prihodu zdravnikov njegovo stanje poslabšalo zaradi močnih krvavitev. Ko je videl trpljenje Dajanande, je kuhar zaradi slabe vesti priznal svoj zločin. Na smrtni postelji mu je Dajananda odpustil in mu dal vrečko z denarjem ter mu rekel, naj zapusti kraljestvo, preden ga bodo maharadžovi podaniki našli in usmrtili.
Pozneje je maharadža po nasvetu svojih zdravnikov poslal Dajanando na goro Abu, vendar so ga kasneje poslali na Ajmer zaradi boljše zdravstvene oskrbe (26. oktobra 1883). Zdravje se mu ni izboljšalo in je 30. oktobra 1883 ob 6. uri zjutraj umrl pri prepevanju mantre. Dan je sovpadal s hindujskim festivalom Divali.

## Zapuščina
Dajananda Sarasvati je upodobljen na znamki za Indijo leta 1962.
Po njemu so poimenovane Univerza Maharshi Dayanand v Rohtaku, univerza Maharshi Dayanand Saraswati v Ajmeru, univerza DAV v Jalandharju. Tako je več kot 800 šol in fakultet pod D.A.V. Upravni odbor kolidža, vključno z Dayanand College na Ajmerju. Industrialec Nanji Kalidas Mehta je zgradil znanstveno fakulteto Maharshi Dayanand in jo podaril izobraževalnemu društvu Porbandar, potem ko ga je poimenoval po njem.
Dayananda Saraswati je najbolj prepoznan po vplivu na gibanje za neodvisnost v Indiji. Njegove poglede in zapise so uporabili različni pisatelji, med njimi tudi Shjamdži Krišna Varma, ki je v Londonu ustanovil India House, kjer so se združevali indijski nacionalistični izobraženci. Vplival je tudi na druge indijske revolucionarje.
Imel je tudi pomemben vpliv na socialističnega revolucionarja Bhagata Singha, ki je bil mlad usmrčen zaradi umora britanskega policista. Singh se je po končani osnovni šoli pridružil srednji šoli Dajanand Anglo Vedic na cesti Mohan Lal v Lahorju.
Kraji, ki jih je Dajananda obiskal v času njegovega življenja, so bili zaradi tega pogosto kulturno spremenjeni. Jodhpur je kot glavni jezik sprejel hindujščino, kasneje pa je to storil tudi današnji Radžastan. Med drugimi so bili njegovi občudovalci Svami Vivekananda, Ramakrišna, Bipin Čandra Pal, Vallabhbhai Patel, Sjama Prasad Mookerjee in Romain Rolland, ki so Dajanando smatrali za izjemno in edinstveno osebo.
Ameriški duhovnik Andrew Jackson Davis je opisal vpliv Dajanande nanj, ki ga je označil za božjega sina in ga pohvalil za povrnitev statusa naroda. Sten Konow, švedski učenjak, je ugotovil, da Dajananda oživlja zgodovino Indije. Med drugimi, ki so bili pod njegovim vplivom, sta bila tudi religiologa Ninian Smart in Benjamin Walker.

## Dela
Dayananda Saraswati je napisal več kot 60 del, vključno s 16-zvezno razlago šestih vedang (hindujske znanosti), nepopolnim komentarjem Paninijeve slovnice, več majhnimi traktati o etiki in morali, vedskih obredih in zakramentih ter delom o analizi nasprotujočih doktrin (kot so advaita vedanta, islam in krščanstvo). V indijskem mestu Ajmer je ustanovil založba Paropakarini Sabha, ki je objavljala njegova dela.

## Nekatera dela
- Sandhya (nedosegljivo) (1863)
- Bhagwat Khandnam OR Paakhand Khandan OR Vaishnavmat Khandan Arhivirano 2020-03-12 na Wayback Machine. (1866)
- Panchmahayajya Vidhi Arhivirano 2020-01-30 na Wayback Machine. (1874 & 1877)
- Satyarth Prakash (1875 & 1884)
- Vedviruddh mat Khandan OR Vallabhacharya mat Khandan (1875)
- Shiksha Patri Dhwant Nivaran OR SwamiNarayan mat Khandan Arhivirano 2020-01-30 na Wayback Machine. (1875)
- Ved Bhashyam Namune ka PRATHAM Ank (1875)
- Ved Bhashyam Namune ka DWITIYA Ank (1876)
- Sanskarvidhi Arhivirano 2020-02-19 na Wayback Machine. (1877 & 1884)
- Gautam Ahilya ki katha (nedosegljivo) (1879)
- Gokaruna Nidhi (1880)
- Gadarbh Taapni Upnishad (kot pri Babu Devendranath Mukhopadhyay) (nedosegljivo)
- Vedang Prakash (zbirka 16 knjig)